# Boulevard Edmond Machtens

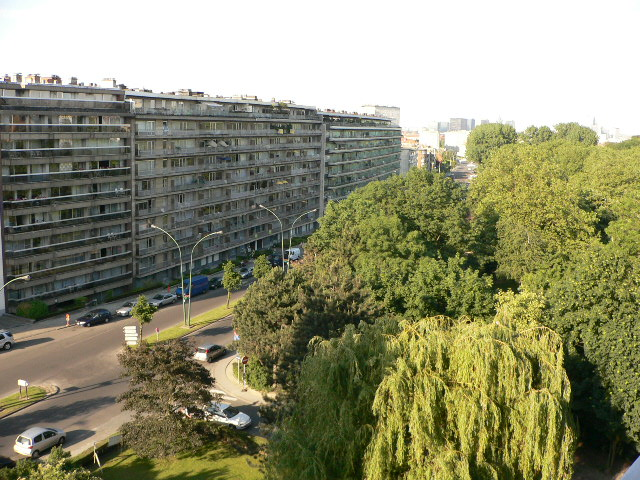
Boulevard Edmond Machtens, Bruxelles

Le boulevard Edmond Machtens (en néerlandais : Edmond Machtenslaan) est une artère de Bruxelles, située à Molenbeek-Saint-Jean.
Elle tire son nom de l'homme politique belge Edmond Machtens, bourgmestre de la commune, en raison de sa longévité mayorale. On lui dédie également le nom d'un square à proximité du boulevard. Avant de porter son nom, l'artère s'appelait avenue du Beekkant, percée en même temps que le boulevard Louis Mettewie (1938).
Jadis on y trouvait un cabaret appelé la Queue de Vache, le même établissement est actuellement toujours une brasserie.
Le tronçon du boulevard fut tracé à partir de 1960 et abrite actuellement du logement social et du logement pour les classes moyennes.
Ce quartier est très aéré et offre de grands espaces verts comme le parc Marie-José qui offre, en milieu urbanisé, quatre hectares de végétation typique des sous-bois brabançons et d'une aire d'espace de jeux pour enfants. 
Le parc régional du Scheutbos de 52 hectares aboutit au croisement du boulevard Machtens et du boulevard Louis Mettewie.
Le site est desservi par la station de métro Beekkant, les lignes de bus 86 et 87 et le tram 82.